# Ximena Sariñana
Ximena Sariñana Rivera (Guadalajara, 29 de octubre de 1985) es una actriz, compositora, activista y cantante mexicana. Ha sido ganadora en la categoría de Artista Revelación en los Premios MTV. Fue nominada a los Premios Grammy por mejor álbum rock latino/alternativo con su álbum debut Mediocre. Otras nominaciones incluyen los Premios Grammy Latinos por mejor canción alternativa con «Normal»; grabación del año y álbum del año con ¿Dónde bailarán las niñas?; mejor canción de rock con «Godzilla» y mejor canción pop con «Una vez más»
Ximena cuenta con 5 álbum de estudio en su carrera musical: Mediocre (2008), Ximena Sariñana (2011), No todo lo puedes dar (2014), ¿Dónde bailarán las niñas? (2019) y Amor adolescente (2021). Además de dos extended play: Six pack (2010) y Ojos diamante (2024). Entre sus canciones más relevantes destacan: «Vidas paralelas», «Mediocre», «No vuelvo más», «Different», «Sin ti no puede estar tan mal», «Ruptura», «La vida no es fácil», «¿Qué tiene?», «Si tú te vas», «Lo bailado» y «Cobarde».
Sariñana también es reconocida por su rol de actriz en telenovelas como Luz Clarita, María Isabel y Gotita de amor; y en las películas Hasta morir, Todo el poder, El segundo aire, Amor extremo, Amarte duele y Niñas mal.En 2006, integró la banda Feliz no cumpleaños, con la que grabó un EP La familia feliz. En ese mismo año, hizo la voz de doblaje del personaje Jenny, en la película Monster House, la casa de los sustos. En 2007, viajó a Argentina y Uruguay para grabar su primer disco como solista, con la ayuda de los productores Tweety González y Juan Campodónico. El álbum de su debut llevó por nombre Mediocre, y se lanzó a la venta en febrero de 2008 junto con el sencillo Vidas paralelas. En abril, ganó el Disco de oro en México, por la venta de 50 mil discos. En 2009, participó en la película Enemigos íntimos y en las bandas sonoras de Paradas continuas y The Twilight Saga: New Moon con el tema «Frente al mar», en su edición para Latinoamérica. En ese mismo año, nuevamente hizo voz de doblaje en la película Coraline y la puerta secreta, doblando la voz principal de Coraline Jones.
Estudió música en México en la Academia para Música Fermatta, luego fue becada en el Berklee College of Music. De septiembre de 2010 a abril de 2011, actuó como telonera de los conciertos de la cantante Sara Bareilles, en el Kaleidoscope Heart Tour. En 2011, realizó una gira por el continente asiático, presentando su disco homónimo. Tuvo tanto éxito que varios meses después regresó a presentar diferentes puestas en escena. El 19 de septiembre de 2011, obtuvo una sesión en vivo para la revista Rolling Stone. Ha participado en conciertos como Coachella, Lollapalooza y Latin Alternative Music Conference (LAMC) en Nueva York. En 2012, inició una gira en México para presentar su álbum homónimo en inglés, junto a la chilena Francisca Valenzuela. Colaboró en el álbum Papitwo cantando a dúo el tema «Aire soy» junto a Miguel Bosé, con quién también participó en La Voz... México como su asesora, en Las Batallas. Cantó en el álbum Cómo te voy a olvidar interpretando «Mis sentimientos» del grupo Los Ángeles Azules. En agosto del 2016, viajó a Brasil para colaborar junto con el equipo de comentaristas de Claro Sports en la narración de los Juegos Olímpicos de Río 2016 al lado de la raquetbolista mexicana Paola Longoria.

## Biografía y carrera actoral

### 1996-2009: Primeros años e inicios en la actuación

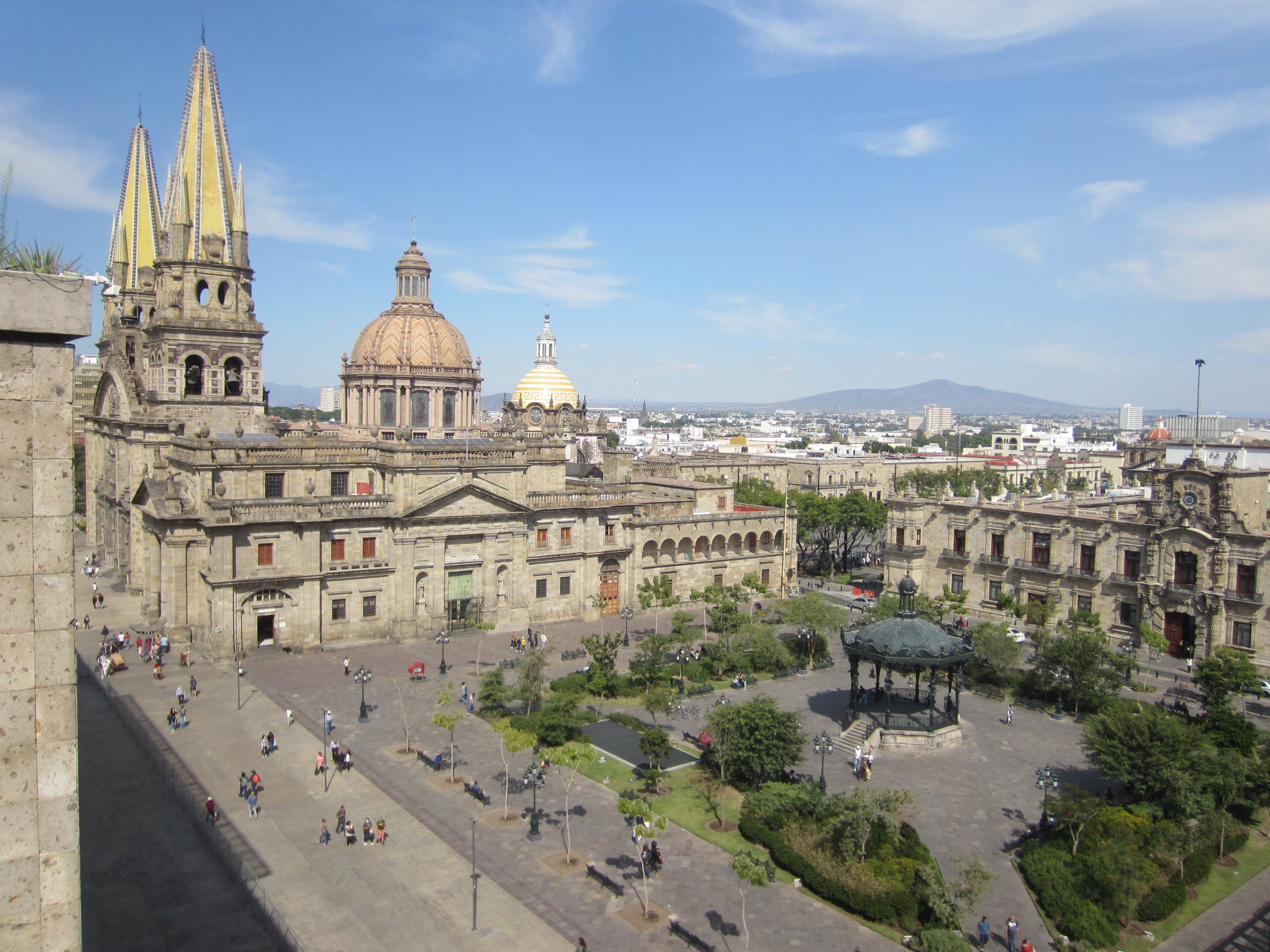
Guadalajara, Jalisco, ciudad donde Ximena nació.

Ximena Sariñana nació en Guadalajara, México, hija del director Fernando Sariñana y la guionista española Carolina Sariñana Rubello y fue criada en Ciudad de México. Cuando tenía dos años, Sariñana asistió a un concierto de Ella Fitzgerald, afirmando que este fue el comienzo de su interés por la música y una de sus mayores influencias. Pronto comenzó a escuchar a otros artistas como Paul Simon y Tracy Chapman.
A menudo se la veía cantando y bailando y disfrazada cuando era niña. Cuando Sariñana tenía 7 años, su vecina, la cantante Cecilia Toussaint, le sugirió que tomara lecciones de canto con su maestro, Ricardo Sánchez, quien instruyó a algunos de los mayores talentos de México. También tomó lecciones de piano con Hanna Cot. En 1994, Sariñana actuó en la película Hasta morir, que fue producida por su padre. Sariñana se educó en el Centro Universitario de Música Fermatta, una escuela de artes escénicas y en la Academia Edron, una escuela privada multilingüe, ambas ubicadas en la Ciudad de México. 
Comenzó su carrera actoral a los 11 años como la villana, «Mariela», en la popular telenovela mexicana Luz Clarita, protagonizada por Daniela Luján como el personaje principal, Luz Clarita. Al año siguiente, Sariñana actuó en la telenovela María Isabel como Rosa Isela, con Adela Noriega como personaje principal, María Isabel. Su última aparición en una telenovela fue en el drama de 1998, Gotita de amor, como «Enriqueta». Otras películas importantes en las que actuó fueron como Ximena en la película de 2001 El segundo aire, Valentina en Niñas mal y Mariana en la exitosa película de 2002 Amar te duele; todas las cuales fueron dirigidas por su padre y escritas por su madre. También apareció en un cortometraje llamado De paso en 2005. En 2007, Ximena Sariñana actuó en la película Dos abrazos dirigida por Enrique Begne. Dos abrazos le valió a Sariñana el premio a la Mejor Actriz Femenina en la 38.ª edición de las Diosas de Plata de Pecime. También actuó en la película Enemigos íntimos,que fue lanzada en DVD a finales de 2008.

## Carrera musical

### 2009-2010: Inicios en la música yMediocre
Sariñana mostró interés por la música desde temprana edad. A los diecisiete años, después de obtener una beca para un programa de 5 semanas en el Berklee College of Music, compuso 3 canciones para la banda sonora de la película mexicana Amar te duele; también interpretó el papel de «Mariana». Más tarde, actuó como vocalista principal de Feliz No Cumpleaños, una banda mexicana de funk-jazz y pop-rock que formó junto a viejos amigos de la Academia de Música Fermatta. Cautivó al público al cantar «El Triste», originalmente interpretada por el ícono mexicano José José, durante una actuación televisada. 

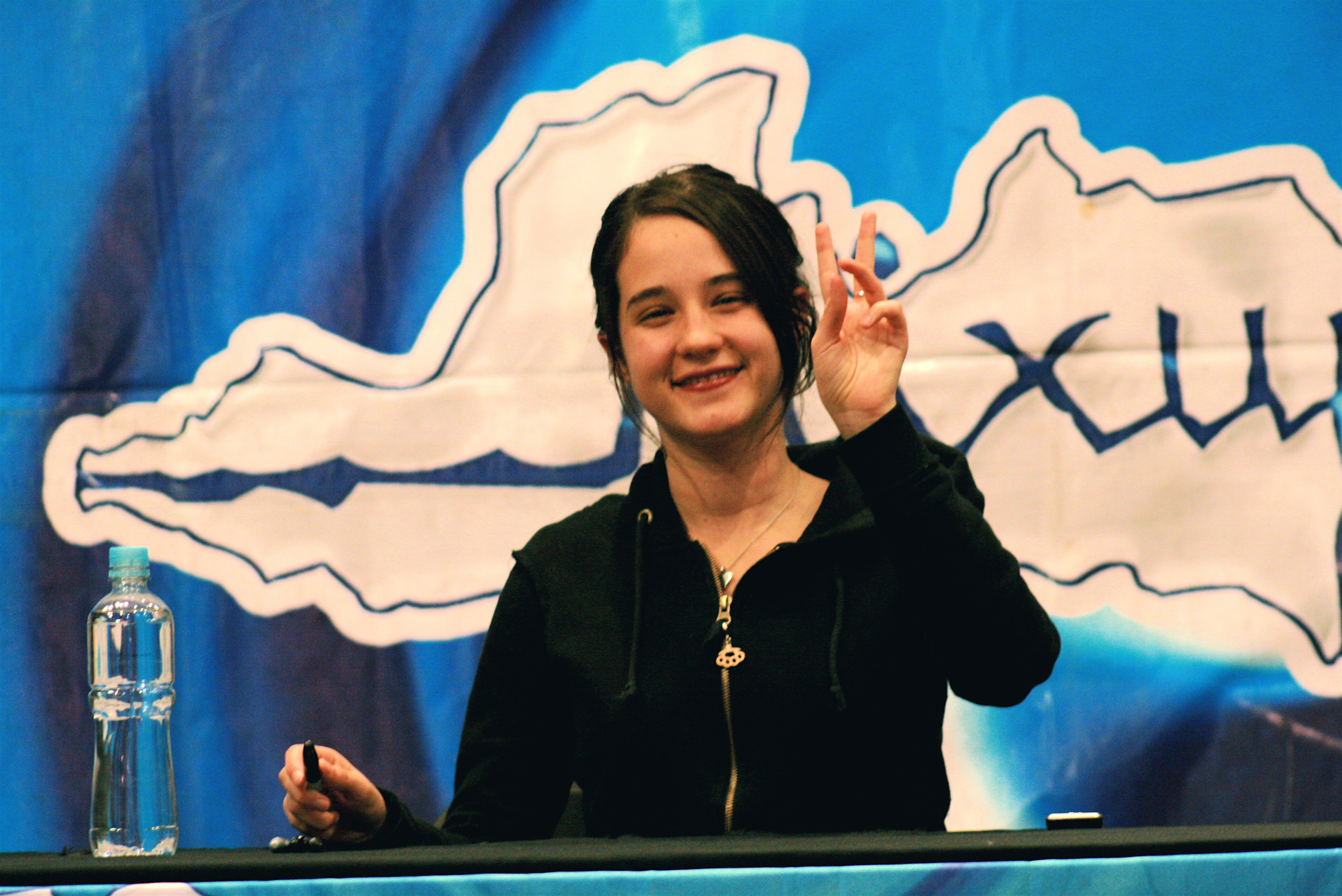
Ximena en un evento organizado por MixUp en la Ciudad de México para la presentación de Mediocre.

Mediocre fue lanzado el 12 de febrero de 2008 por Warner Music Group. Grabado en Buenos Aires, Argentina y Uruguay. Ximena escribió la mayoría de las canciones del álbum y reveló en la portada del verano de 2009 de Venus Zine que «Aprender el idioma de mi nacionalidad era algo que realmente quería lograr... así que pensé que tal vez si hacía un álbum en español sería un buen reto». El 28 de marzo de 2008, Mediocre fue certificado oro por AMPROFON por vender más de 50.000 copias. Sariñana recibiría más tarde un reconocimiento mayor cuando Mediocre alcanzó el estatus de platino en México por vender más de 80.000 copias.Los vídeos musicales de «Vidas paralelas», «Normal» y «No vuelvo más» fueron filmados en Islandia. «Vidas paralelas» fue dirigida por Pablo Dávila. A finales de junio, el grupo electrónico británico Metronomy declaró que estaban fascinados con su álbum debut Mediocre y produjeron un remix de «La tina». Su video musical para su segundo sencillo, «No vuelvo más», fue estrenado como video exclusivo el 14 de julio de 2008, en MTV México.
El álbum recibió elogios de la crítica tanto en América Latina como en los Estados Unidos. Obtuvo una calificación de cuatro estrellas y media de la revista Rolling Stone en septiembre de 2008. El álbum también fue nominado a un Grammy como Mejor Álbum de Rock Latino o Alternativo en la 51ª Edición de los Premios Grammy en 2009. Posteriormente fue nominada a dos premios Grammy Latinos como Mejor Artista Nuevo y Mejor Canción Alternativa, pero perdió ante Kany García y Volver a comenzar de Café Tacuba, respectivamente. En 2007, contribuyó con su voz para la canción «Valenciana» en el álbum Extempore de la banda de nujazz de Ensenada Kobol. En marzo de 2009, Sariñana se presentó como vocalista junto a su entonces novio Omar Rodríguez-López con su grupo solista en una gira europea, que resultó en el disco en vivo Los Sueños de un Hígado. También prestó su voz en los álbumes solistas de Rodríguez-López, Xenophanes, Solar Gambling, Ciencia de los Inútiles, Cizaña de los Amores y Tychozorente. Ella y Jason Mraz lanzaron una versión en español de la canción de Mraz «Lucky». El vídeo de la versión en español fue lanzado en MTV en 2009. En 2012, grabó un dueto de la canción «Oceanside» del músico Álex Wong para su primer álbum en solitario, A City on a Lake.

### 2010–2012:Ximena Sariñana
En noviembre de 2009, lanzó su segundo álbum homónimo, consta de canciones en inglés escritas o coescritas por ella. El álbum contiene una canción en español, llamada «Tu y yo». El álbum fue grabado en la Ciudad de México y Los Ángeles durante 2009 y se completó a principios de 2011. Se lanzó en América del Norte el 2 de agosto de 2011. El primer sencillo del álbum, «Different», lanzado en junio de 2011. «Shine down» fue lanzado como sencillo promocional en el verano de 2011.

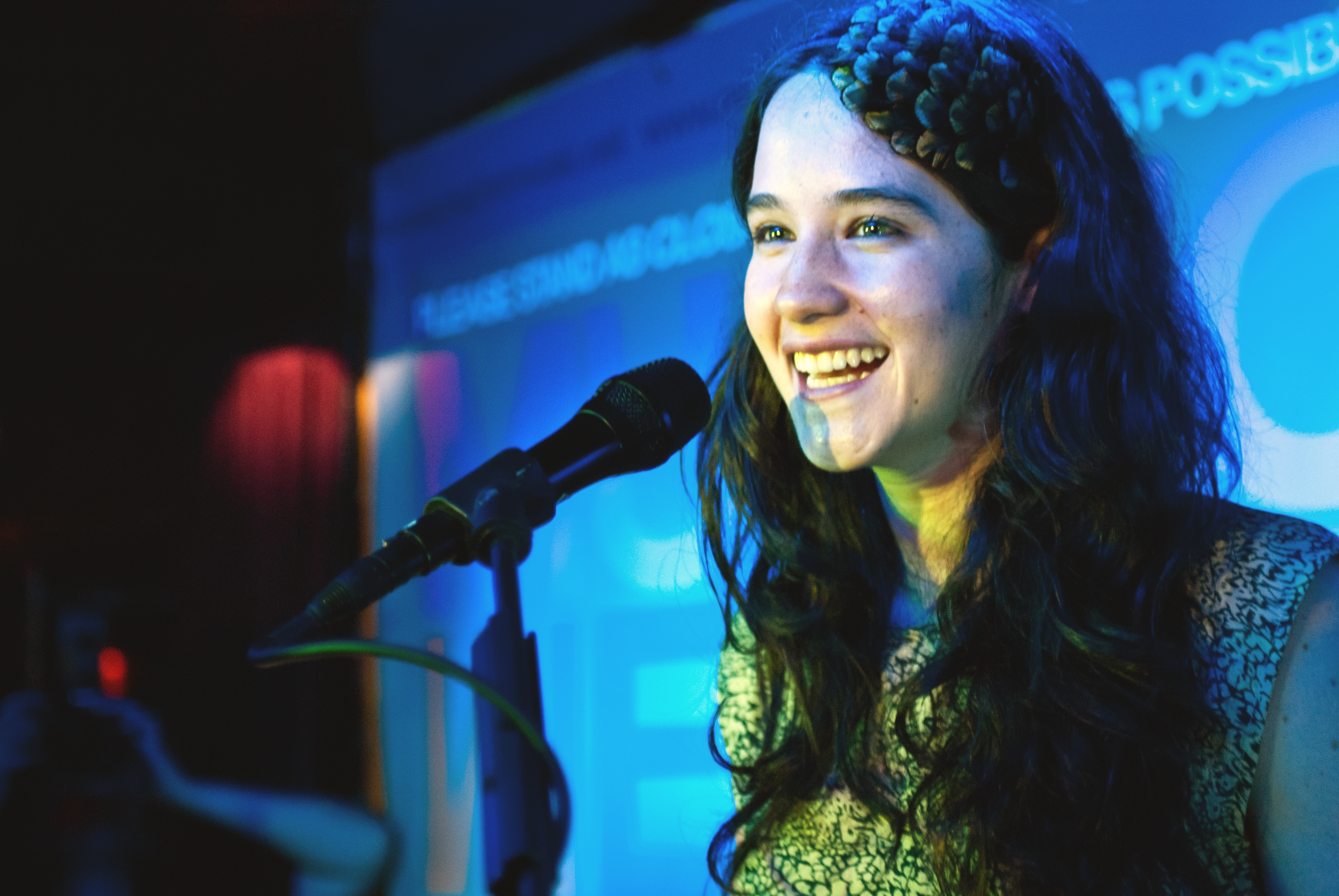
Ximena durante un concierto en vivo en 2011, presentando su álbum Ximena Sariñana en Los Ángeles.

El álbum fue producido por Sariñana, junto a Natalia Lafourcade y Greg Krustin. Su grabación tuvo lugar entre 2009 y 2011 en los estudios de Warner Music Group en Miami. El lanzamiento del disco se llevó a cabo el 2 de agosto de 2011 en Estados Unidos, y el 20 de septiembre del mismo año a nivel internacional, bajo el sello de Warner Bros. Records. En Estados Unidos, el álbum alcanzó la posición 38 en la lista de Top Heatseekers de la revista Billboard. Tras el éxito de su álbum anterior, Mediocre, que vendió más de 100,000 copias en México y recibió la certificación de disco de platino, los productores de Warner Music México propusieron a Sariñana la grabación de un segundo álbum. Este nuevo proyecto incluía 10 temas en inglés y uno en español.
Sariñana ingresó al estudio en 2009 para grabar una canción destinada a la banda sonora de la segunda entrega de la saga Crepúsculo (The Twilight Saga: New Moon). Los productores solicitaron que el género de la canción fuera blues, y este tema se convirtió en el segundo sencillo. Mientras el video musical circulaba en diversas plataformas y canales de televisión. Comenzó a componer canciones para su segundo álbum, logrando escribir aproximadamente 35 temas, de los cuales se seleccionaron 10 para el disco. Este álbum fue titulado con su nombre para reflejar su deseo de tener un primer disco que lo llevara, y se lanzó en un nuevo idioma.
Durante este período, Sariñana se presentó en varios conciertos de la gira de Sara Bareilles. Al finalizar la gira, comenzó a grabar el video para su primer sencillo, titulado «Different», que incluye una coreografía a cargo de Michael Rooney. El video fue lanzado el 26 de julio en AOL y ha acumulado más de 5 millones de vistas en YouTube. El disco ha sido descrito por algunos críticos como comercial, al inclinarse más hacia el electropop en lugar del pop acústico que había caracterizado su trabajo previo. Sin embargo, se ha elogiado su capacidad como compositora, ya que escribió todo el álbum, lo que le permitió ser promocionada en la cadena VH1 en Estados Unidos en el programa You oughta know. Además, la canción «Shine down» se ofreció como regalo en iTunes, con un videoclip no promocional dirigido por Omar Rodríguez-López.

### 2013–2018:No todo lo puedes dary México tiene talento

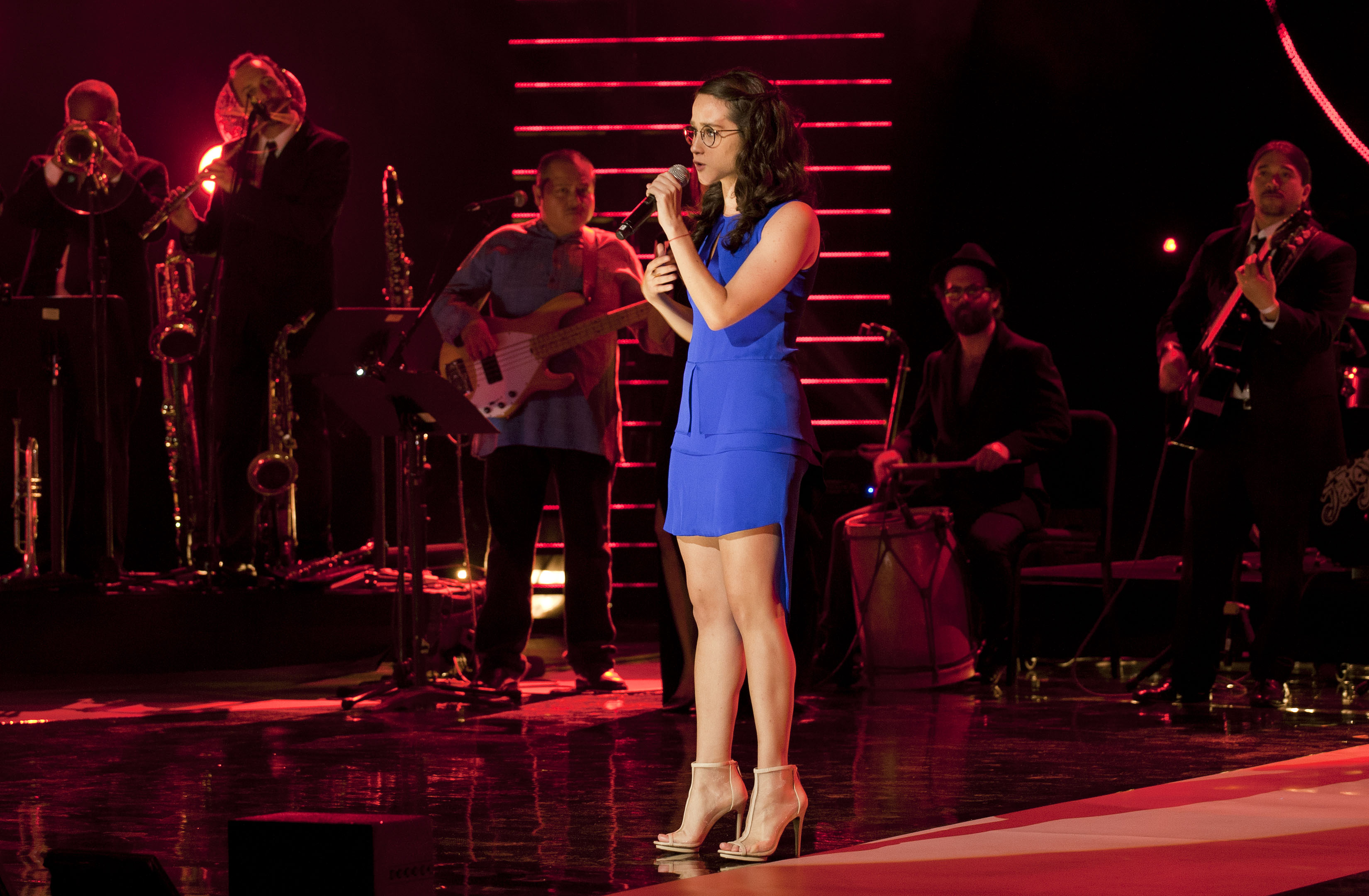
Sariñana en la primera emisión de la entrega del Fenix, Premio iberoamericano de Cine, realizado en el Teatro de la Ciudad Esperanza Iris.

Su tercer álbum de estudio, No todo lo puedes dar, fue grabado en la Ciudad de México y Los Ángeles en 2013. El álbum fue lanzado digitalmente en todo el mundo el 4 de noviembre de 2014. El sencillo principal del álbum se llamó «Sin ti no puede estar tan mal». El video lírico oficial fue dirigido por su hermano Sebastián y filmado en la Ciudad de México en agosto. Fue lanzado en su cuenta de YouTube el 18 de septiembre de 2014.El vídeo musical oficial del sencillo se estrenó en la cuenta de Sariñana el 1 de octubre de 2014.
Después de grabar un álbum en inglés, mencionó que componer nuevamente en español fue un desafío. Según Sariñana, tuvo que reaprender a escribir en su lengua natal. El disco fue descrito como pop con un estilo alternativo. Tras vivir en Estados Unidos, sintió la necesidad de regresar a México, lo que inspiró los 11 temas del álbum, producido en colaboración con Alejandro Rosso, de Plastilina Mosh.Se lanzó una reedición del disco el 26 de noviembre. Como adelanto, estrenó el video de su sencillo «La vida no es fácil», que mostró en una interpretación del tema durante su concierto en el Teatro Metropólitan en julio de ese año. La reedición incluyó los 10 temas originales del álbum, además de una canción inédita. El proceso creativo estuvo a cargo de ella misma en colaboración con la productora Panoram Films.
Sariñana también volvió a la actuación, apareciendo en el cortometraje Gonzalo, junto a Alfonso Herrera en mayo de 2014. En septiembre de 2014, fue revelada como una de las juezas del concurso de talentos de telerrealidad, México tiene talento, la franquicia mexicana de Got Talent. El programa se transmitió por TV Azteca en México a partir del 20 de octubre de 2014. En 2011, grabó la voz de la canción «Those were the days» de la banda inglesa McFly mientras estaban en un viaje a Estados Unidos para escribir y grabar canciones para su sexto álbum de estudio a dúo con el cantante principal Tom Fletcher, además de filmar un video musical para la canción. Las canciones grabadas en ese tiempo fueron archivadas, pero finalmente fueron recuperadas para The Lost Songs. Su canción con ellos fue lanzada oficialmente el 27 de octubre de 2019, para el álbum. El 16 de abril de 2020 participó en un sencillo benéfico para el pueblo de México, titulado «Resistiré México».

### 2019-2020:¿Dónde bailarán las niñas?
¿Dónde bailarán las niñas?, refleja una renovada actitud hacia su carrera. En este trabajo, exploró ritmos como el reguetón, desafiando críticas sobre su autenticidad. El título del álbum hace referencia a dos discos icónicos de la música pop/rock en México: ¿Dónde jugarán los niños? de Maná y ¿Dónde jugarán las niñas? de Molotov, enfocándose en la feminidad y el derecho de las mujeres a sentirse bien. Contiene temas como «¿Qué tiene?», «Lo bailado», «Si tú te vas» y «Cobarde», que rápidamente alcanzaron posiciones destacadas en diferentes listas. La producción del disco estuvo a cargo del colombiano Juan Pablo Vega y fue grabado en la Ciudad de México, Los Ángeles y Medellín.
Musicalmente, el álbum combina ritmos bailables y alegres, con canciones de diferentes tempos, destacando «Fácil de amar» y «Si tú te vas», esta última con similitudes a «Despacito» de Luis Fonsi. Sariñana ha declarado que ya no se deja afectar por críticas negativas, buscando fortalecer su confianza creativa y defendiendo la necesidad de que las mujeres en la industria se mantengan firmes en sus decisiones artísticas. La maternidad también ha influido en su perspectiva como artista. Anunció una gira con su hija Francia, de dos años, que abarcó presentaciones en México y otros países de América Latina, como Costa Rica, Colombia y Perú.
Su sencillo «TBT4 EVER», fue grabado en Bogotá, Colombia, bajo la producción de Yera, integrante de Trapical Minds. La composición del tema fue realizada en colaboración con el cantante venezolano Danny Ocean. El video fue filmado en Ciudad de México y dirigido por Sol Oosel, quien ha trabajado previamente con artistas como Zoé y Salvador y el Unicornio. Con este sencillo, exploró diferentes tipos de amor, destacando el amor platónico. Este fue el primer adelanto de nueva música que se publicó en 2020. En junio, Sariñana fue reconocida como Agente de Cambio por MTV por su labor como embajadora de una campaña en colaboración con la Organización de las Naciones Unidas. Además, integró nuevamente su carrera como actriz al participar en la serie Un día eres joven. En noviembre de ese año, fue nominada en las categorías de Grabación del año y Álbum del año en los Grammy Latinos de 2019, lo que evidenció el éxito continuo de su carrera como cantautora.

### 2021-presente:Amor adolescente

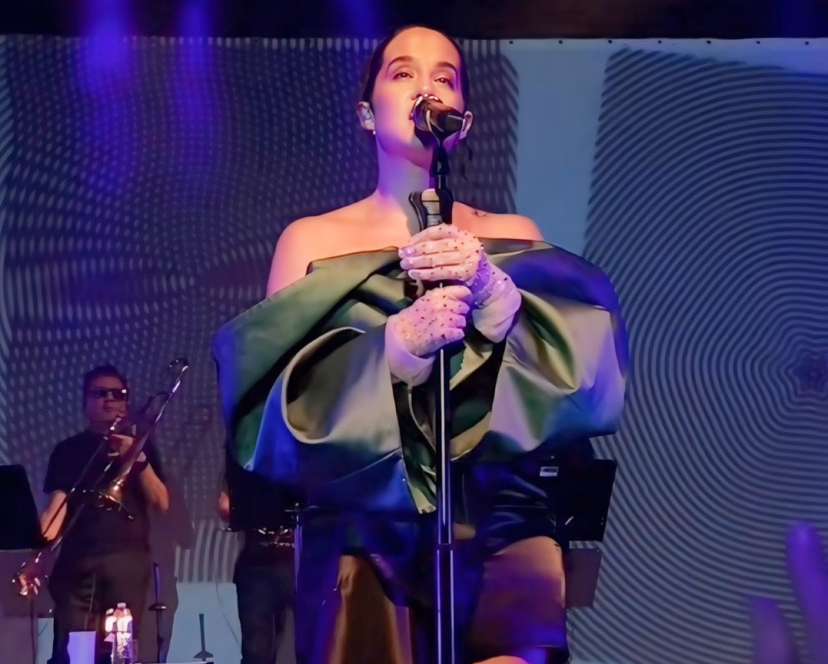
Ximena durante una presentación del Amor adolescente tour en 2024.

Amor adolescente, incluye colaboraciones de artistas como María Ruzzi, Tessa Ía, Llane y Flor de Toloache. A través de entrevistas realizadas a adolescentes que participaron en el disco, Sariñana observó cómo los jóvenes de hoy en día perciben el amor en comparación con épocas anteriores. El álbum, está compuesto por Ximena en su totalidad, buscó celebrar las diversas formas del amor durante la adolescencia, explorando historias que reflejan las experiencias emocionales de esa etapa de la vida. Durante una conferencia de prensa, la cantante destacó que la adolescencia es un periodo intenso y nostálgico, marcado por el descubrimiento personal y emocional. Además, expresó su interés en promover la representación femenina en la industria musical, destacando la importancia de que más mujeres ocupen roles tradicionalmente dominados por hombres. Lo que se ve reflejado en sus últimos trabajos. También señaló que, aunque muchas experiencias adolescentes son compartidas a través de generaciones, como el primer amor o el primer beso, los jóvenes actuales tienen una comprensión más profunda sobre temas como el feminismo y el amor propio.
| «Todo mi álbum es una invitación a experimentar el amor, sin importar hacia a dónde va a ir y sin juzgarlo, simplemente ver el lado positivo de cualquier experiencia amorosa, aunque esta termine mal, porque es uno de los mejores sentimientos que van a poder sentir en la vida y quiero que amen con regocijo»—Ximena Sariñana |

El álbum también presentó una mezcla de ritmos que, aunque variados, se combinaron armónicamente. Según Sariñana, el desafío fue lograr que cada canción siguiera su propio rumbo mientras se experimentaba con distintos géneros, como pop, rock, ritmos latinos y mariachi. El disco incluyó interludios con relatos de adolescentes sobre su visión del amor, lo que aportó cohesión al proyecto. También reflexionó sobre la evolución de su concepto del amor desde su primer álbum Mediocre, destacando cómo la maternidad le dio una perspectiva más madura. Para ella, el amor es una decisión consciente y duradera, especialmente el amor hacia los hijos. En el aspecto creativo, destacó «Diva», de corte autobiográfico y con influencias adolescentes, como un reflejo de su juventud.
En entrevistas, Sariñana explicó que este álbum fue inspirado por su propia nostalgia por la adolescencia, una etapa que ya no puede revivir, pero cuya energía y perspectiva quiere transmitir a las nuevas generaciones. El disco se caracterizó por una mezcla de géneros musicales, un reflejo de las influencias diversas que la artista escuchaba en su juventud. La producción, destacó por la participación de varias mujeres en roles clave. La cantante señaló que uno de los objetivos del álbum fue dar mayor visibilidad a las mujeres en la industria musical, otorgando crédito a compositoras, productoras y otras profesionales del medio. El mensaje central del álbum fue el amor, visto desde diversas perspectivas. El video musical de «El amor más grande» fue dirigido por las Flaminguettes, quienes ayudaron a capturar visualmente la esencia del álbum.

## Apariciones como artista invitada
A lo largo de los años, ha realizado diversas colaboraciones como invitada en una variedad de proyectos musicales. En 2007, participó en el álbum Extempore de Kobol, que marcó una de sus primeras apariciones destacadas. Posteriormente, en 2009, colaboró intensamente con el aclamado músico estadounidense Omar Rodríguez-López, contribuyendo en varios de sus álbumes, incluyendo Los sueños de un hígado, Xenophanes y Solar Gambling. Su colaboración con Rodríguez-López continuó en 2010, con su participación en Ciencia de los inútiles, Cizaña de los amores, Tychozorente y Dōitashimashite, mostrando su capacidad para adaptarse a los sonidos experimentales de su música. En 2010, también trabajó con Audifunk en la canción «Fue por ti», expandiendo su rango artístico hacia otros géneros. Finalmente, en 2011, hizo una aparición en el programa Tu Nite con Lorenzo Parro, consolidando su presencia tanto en el ámbito musical como en los medios.

## Vida personal
Nacida en Guadalajara, Jalisco, proviene de una familia involucrada en la industria del entretenimiento. Su padre es director de cine Fernando Sariñana y su madre fue la escritora Carolina Rivera. Sus dos hermanos, Sebastián y Fernando, están involucrados también en el mundo del cine, la televisión y del espectáculo. Desde pequeña, Ximena estuvo expuesta al mundo artístico lo que influyó en su desarrollo como actriz y cantante.
En su vida personal, Sariñana ha mantenido un perfil relativamente discreto. En 2016, se casó con Rodrigo Rodríguez, un músico y productor, y la pareja tuvo a su primera hija, Franca, en 2018. Ximena ha expresado en entrevistas que la maternidad ha cambiado su perspectiva sobre el amor y su vida en general. Además, la cantante ha compartido cómo su familia y su rol como madre han influido en su música y en su crecimiento personal. Mantiene un equilibrio entre su vida familiar y su carrera, involucrándose activamente en temas sociales, especialmente el feminismo y la igualdad de género en la industria musical.
Sariñana tuvo una relación de pareja con el músico y productor Omar Rodríguez-López de 2008 a 2011. Su hermano, Sebastián, es director y estuvo de gira con ella como músico en su banda. Ximena habla con fluidez español, sueco e inglés, y reside tanto en la Ciudad de México como en Los Ángeles, California. El 28 de marzo de 2023, ella denunció la agresión que sufrió su personal por parte de un grupo de desconocidos; incidente en el que su mánager, Luis Miguel Melche Duarte, perdió el ojo derecho.

## Discografía
Álbumes de estudio
- 2008: Mediocre
- 2011: Ximena Sariñana
- 2014: No todo lo puedes dar
- 2019: ¿Dónde bailarán las niñas?
- 2021: Amor adolescente[4]

## Giras
Principales
- Gira Mediocre (2008–2011)
- Gira Ximena Sariñana (2011–2014)
- Gira No voy a decir que no (2014–2018)
- Gira ¿Dónde bailarán las niñas? (2019)

## Filmografía

### Doblaje
| Año  | Título                       | Personaje                | Actriz original | Lugar  | Ref.   |
| ---- | ---------------------------- | ------------------------ | --------------- | ------ | ------ |
| 2009 | Coraline y la puerta secreta | Coraline Jones           | Dakota Fanning  | México | [ 53 ] |
| 2006 | Monster House                | Jennifer Bennett (Jenny) | Spencer Locke   | México | [ 54 ] |

### Cine
| Año  | Título                             | Personaje                    | Director          | Lugar                  | Ref.   |
| ---- | ---------------------------------- | ---------------------------- | ----------------- | ---------------------- | ------ |
| 2023 | Cómo matar a mamá                  | Margo                        | José Ramón Chávez | Actuación              | [ 55 ] |
| 2021 | La Casa de las Flores: la película | Carmelita Villalobos (joven) | Manolo Caro       | Actuación              | [ 56 ] |
| 2009 | Enemigos íntimos                   | Soraya                       | Fernando Sariñana | Actuación              | [ 57 ] |
| 2007 | La misma luna                      | Erika                        | Eugenio Derbez    | Actuación              | [ 58 ] |
| 2007 | Dos abrazos                        | Laura                        | Enrique Begné     | Actuación              | [ 59 ] |
| 2007 | Niñas mal                          | Valentina                    | Fernando Sariñana | Actuación              | [ 60 ] |
| 2006 | Oscura noche                       | Marianne                     |                   |                        |        |
| 2005 | Estrella                           | Roxanna                      | Thomas Farkas     | Cortometraje           | [ 61 ] |
| 2002 | Amarte duele                       | Mariana                      | Fernando Sariñana | Actuación Banda sonora | [ 62 ] |
| 2001 | El segundo aire                    | Isabela (Chela)              | Fernando Sariñana | Actuación              | [ 63 ] |
| 2000 | Todo el poder                      | Valentina                    | Fernando Sariñana | Actuación              | [ 64 ] |
| 1994 | Hasta morir                        | Melissa                      | Fernando Sariñana | Debut estelar          | [ 65 ] |

### Televisión
| Año       | Título                     | Personaje                  | Nota                | Ref    |
| --------- | -------------------------- | -------------------------- | ------------------- | ------ |
| 2024      | Las azules                 | Ángeles                    | Serie de televisión | [ 66 ] |
| 2022      | Rebelde                    | Ella misma                 | Serie de televisión | [ 67 ] |
| 2021      | Madre solo hay dos         | Ella misma                 | Serie de televisión | [ 68 ] |
| 2020      | La casa de las flores      | Carmela Villalobos (joven) | Serie de televisión | [ 69 ] |
| 2019      | Un día eres joven          | Nina                       | Serie de televisión | [ 70 ] |
| 2016      | Un mal date                | Laya                       | Miniserie           | [ 71 ] |
| 2014-2015 | México tiene talento       | Juez                       | Reality show        | [ 72 ] |
| 2012      | La Voz... México           | Asesora de Miguel Bosé     | Reality show        | [ 73 ] |
| 2006      | Nuestras mejores canciones | Tomasina Tres Palacios     | Telenovela          | [ 74 ] |
| 2003      | El diván de Valentina      | Jesica                     | Telenovela          | [ 75 ] |
| 1998      | Gotita de amor             | Enriqueta                  | Telenovela          | [ 76 ] |
| 1997      | María Isabel               | Rosa Isela                 | Telenovela          | [ 77 ] |
| 1996-1997 | Luz Clarita                | Mariela                    | Telenovela          | [ 78 ] |

## Premios y nominaciones

### Música
| Año  | Entrega             | Categoría                  | Nominación                 | Resultado | Ref    |
| ---- | ------------------- | -------------------------- | -------------------------- | --------- | ------ |
| 2008 | Grammy Latino       | Mejor nuevo artista        | Ximena Sariñana            | Nominada  | [ 79 ] |
| 2008 | Grammy Latino       | Mejor canción alternativa  | «Normal»                   | Nominada  | [ 79 ] |
| 2008 | Grammy Latino       | Productor del año          | Mediocre                   | Nominada  | [ 79 ] |
| 2008 | Premios MTV         | Artista revelación         | Ximena Sariñana            | Ganadora  | [ 80 ] |
| 2008 | Premios MTV         | Mejor solista              | Ximena Sariñana            | Nominada  | [ 80 ] |
| 2008 | Premios MTV         | Mejor artista pop          | Ximena Sariñana            | Nominada  | [ 80 ] |
| 2008 | Premios MTV         | Mejor artista norte        | Ximena Sariñana            | Nominada  | [ 80 ] |
| 2008 | Lunas del Auditorio | Artista revelación         | Ximena Sariñana            | Ganadora  | [ 81 ] |
| 2008 | LOS40 Awards        | Mejor artista mexicano     | Ximena Sariñana            | Nominada  | [ 82 ] |
| 2009 | Premios MTV         | Artista del Año            | Ximena Sariñana            | Nominada  | [ 83 ] |
| 2009 | Premios MTV         | Mejor solista              | Ximena Sariñana            | Nominada  | [ 83 ] |
| 2009 | Premios MTV         | Mejor artista norte        | Ximena Sariñana            | Nominada  | [ 83 ] |
| 2009 | Premio Grammy       | Mejor álbum rock latino    | Mediocre                   | Nominada  | [ 84 ] |
| 2009 | LOS40 Awards        | Mejor artista mexicano     | Ximena Sariñana            | Nominada  | [ 85 ] |
| 2011 | LOS40 Awards        | Mejor artista mexicano     | Ximena Sariñana            | Nominada  | [ 86 ] |
| 2012 | MTV Europe          | Mejor Artista latino norte | Ximena Sariñana            | Nominada  | [ 87 ] |
| 2019 | MTV                 | Video del Año              | «Si tú te vas»             | Nominada  | [ 88 ] |
| 2019 | MTV                 | Artista + chingón          | Ximena Sariñana            | Nominada  | [ 88 ] |
| 2019 | MTV                 | Premio Gato Blanco         | Ximena Sariñana            | Ganadora  | [ 88 ] |
| 2019 | Grammy Latino       | Grabación del año          | «Cobarde»                  | Nominada  | [ 89 ] |
| 2019 | Grammy Latino       | Álbum del año              | ¿Dónde bailarán las niñas? | Nominada  | [ 89 ] |
| 2019 | Grammy Latino       | Mejor canción de rock      | «Godzilla»                 | Nominada  | [ 89 ] |
| 2019 | MTV Europe          | Mejor Artista latino norte | ¿Dónde bailarán las niñas? | Nominada  | [ 90 ] |
| 2020 | Grammy Latino       | Mejor Canción Pop          | «Una vez más»              | Nominada  | [ 91 ] |
| 2021 | Premios GQ          | Cantante del año           | Amor adolescente           | Ganadora  | [ 92 ] |

### Actuación
| Año  | Entrega            | Categoría              | Nominación  | Resultado | Ref    |
| ---- | ------------------ | ---------------------- | ----------- | --------- | ------ |
| 1997 | Premios TVyNovelas | Mejor actriz debutante | Luz Clarita | Nominada  | [ 93 ] |